# Ptak pradawnej pieśni
Ptak pradawnej pieśni, Ptak ludowej pieśni (duń. Folkesangens Fugl) – baśń literacka autorstwa Hansa Christiana Andersena, wydana po raz pierwszy w grudniu 1864 roku.
Autor opatrzył baśń podtytułem Nastrój (duń. En Stemning).

## Publikacja
Baśń literacka Andersena o Ptaku pradawnej pieśni została po raz pierwszy opublikowana przez wydawnictwo C.A. Reitzel w Kopenhadze w grudniu 1864 roku w Kalendarzu ludowym dla Danii. 1865 (duń. Folkekalender for Danmark. 1865) na str. 145–147. W katalogu dzieł Andersena autorstwa B.F. Nielsena baśń ma numer 886. Ptaka pradawnej pieśni wznowiono za życia pisarza w grudniu 1871 roku w tomie czwartym antologii Baśni i opowieści (duń. Eventyr og Historier. Fjerde Bind). Ilustracje do zbioru narysował Lorenz Frølich.
W baśni pojawiają się następujące motywy religijne: Bóg, Jezus Chrystus („Nasz Pan”), wiara, Kościół, poganie, krzyż, kurhan, duchy, przemiana. Pojawia się też szereg nawiązań do wierzeń nordyckich i dzieł kultury europejskiej:
- mityczny miecz Odyna
- Walkiria (szum jej skrzydeł)
- Elverhøj(inne języki) (pol. Wzgórze elfów) Johana Ludviga Heiberga
- Pieśni Osjana (oprac. James Macpherson)

## Polskie przekłady
Jak w przypadku innych baśni Andersena historia tłumaczeń Ptaka pradawnej pieśni na język polski sięga końca XIX wieku:
- 1899 – Śpiewak z pod strzechy: Cecylia Niewiadomska (tłum.): Baśnie. Warszawa. Brak numerów stron w książce (wznowienie w 1908)
- 1931 – Ptak ludowej pieśni: Stefania Beylin (tłum.): Baśnie. Warszawa. Brak numerów stron w książce (wznowienie w 1956)
- 2006 – Ptak pradawnej pieśni: Bogusława Sochańska (tłum.): Baśnie i opowieści. Tom III 1862–1873. Poznań. s. 53–55. ISBN 978-83-7278-194-9. (z oryginału duńskiego)

## Fabuła
Streszczenia dokonano na podstawie wersji duńskiej.
Jest zima. Ziemię pokrywa warstwa śniegu, która wygląda jak rzeźbiony marmur. Powietrze jest przejrzyste, a wiatr tnie jak miecz Odyna wykuty przez krasnoluda. Drzewa są białe jak korale lub kwitnące gałęzie migdałowca. Noc jest piękna, rozświetlona zorzą polarną i niezliczonymi migoczącymi gwiazdami. Nadchodzą burze, chmury się podnoszą i strząsają z siebie śnieżny puch jak łabędzie pierze. Śnieżne płatki wirują w powietrzu, zasypując wszystko. Ludzie siedzą w ciepłym pokoju przy gorącym piecu i słuchają opowieści o dawnych czasach.
Opowieść przenosi słuchaczy w czasy wikingów. Na królewskim kurhanie siedzi potępiony duch władcy. Pochyla głowę i wzdycha z bólu. Mówi, że nie zaznaje spokoju, ponieważ nikt nie opiewa jego czynów. Stary skald ze statku podejmuje się uderzyć w struny harfy i zaśpiewać. Śpiewa o sile i wielkości dobrych czynów. Twarz zmarłego rozjaśnia się, jak brzeg chmury w blasku księżyca. Postać unosi się w świetle i blasku, który rozmywa się jak zorza polarna. Pozostaje tylko zielony kopiec z głazami. Wraz z ostatnim dźwiękiem harfy unosi się z niego magiczny śpiewający ptak, pełen wdzięku drozd. Nigdy nie umierający ptak pradawnej pieśni, w którego śpiewie słychać bijące ludzkie serce.
Słyszymy tę pieśń teraz, siedząc w izbie podczas zimowego wieczoru. Za oknem wirują śnieżne płatki, dmie wiatr. Ptak śpiewa nie tylko pieśń o ojczystych bohaterach, ale także słodkie trele miłosne. Pobudza umarłych do przemowy. W czasach pogańskich wikingów gniazdował w harfie barda. W czasach rycerzy, gdy rządziła siła, ptak nie miał schronienia. W zamkowej komnacie, gdzie pani spisuje dawne dzieje, ptak śpiewa i fruwa nad głowami. Teraz śpiewa dla nas, pośród zimowej nocy.
Jego śpiew daje nam otuchę. Śnieg zasypuje miasto, lecz nad wszystkim góruje złoty krzyż z kościelnej wieży. Ptaki przelatują nad uśpionym miastem, każdy śpiewa własną pieśń. W końcu wszystko się budzi i rozbrzmiewa nową, wieczną pieśnią ptaka, który nigdy nie umiera.

## Galeria

Ilustracje baśni Ptak pradawnej pieśni
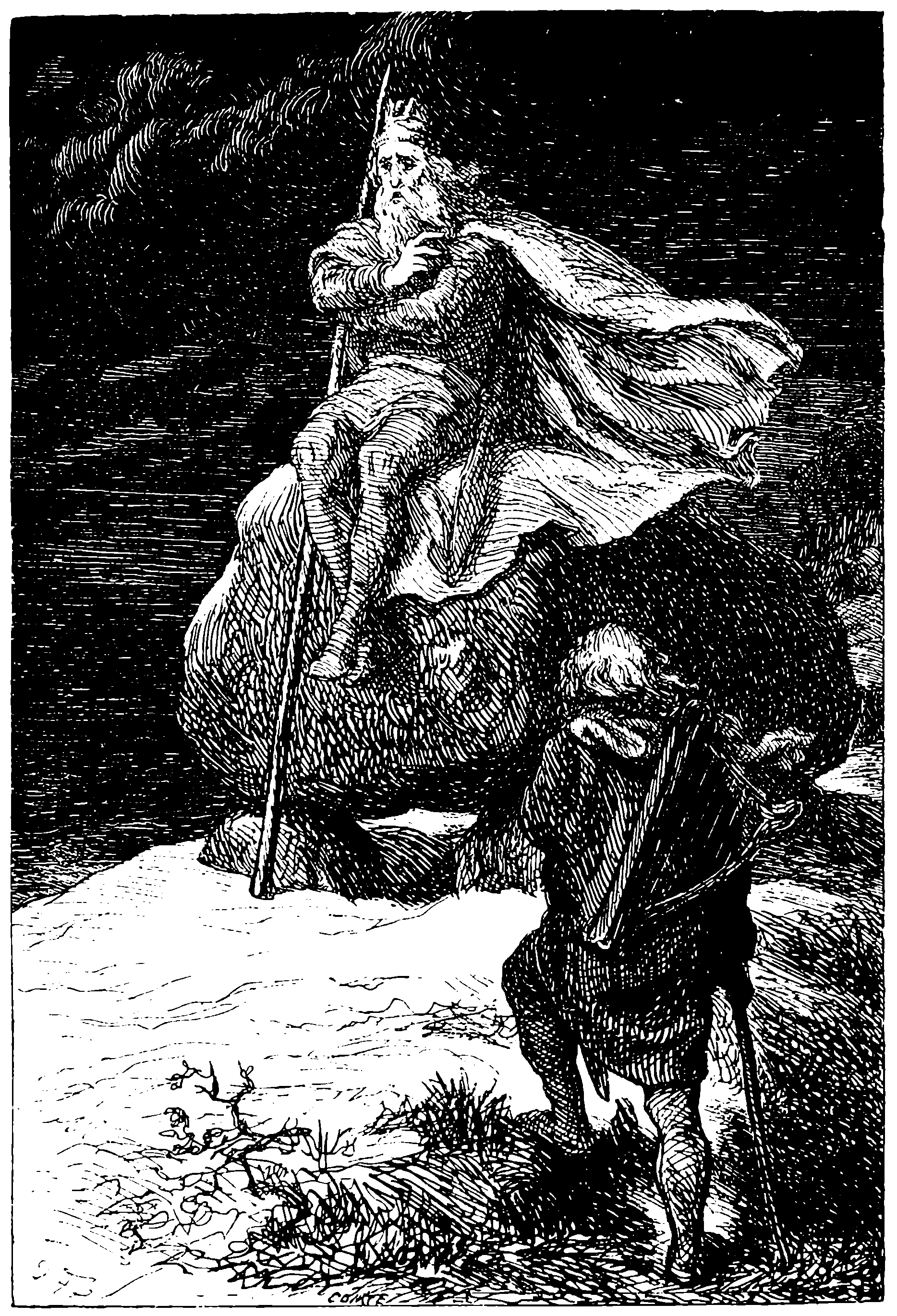
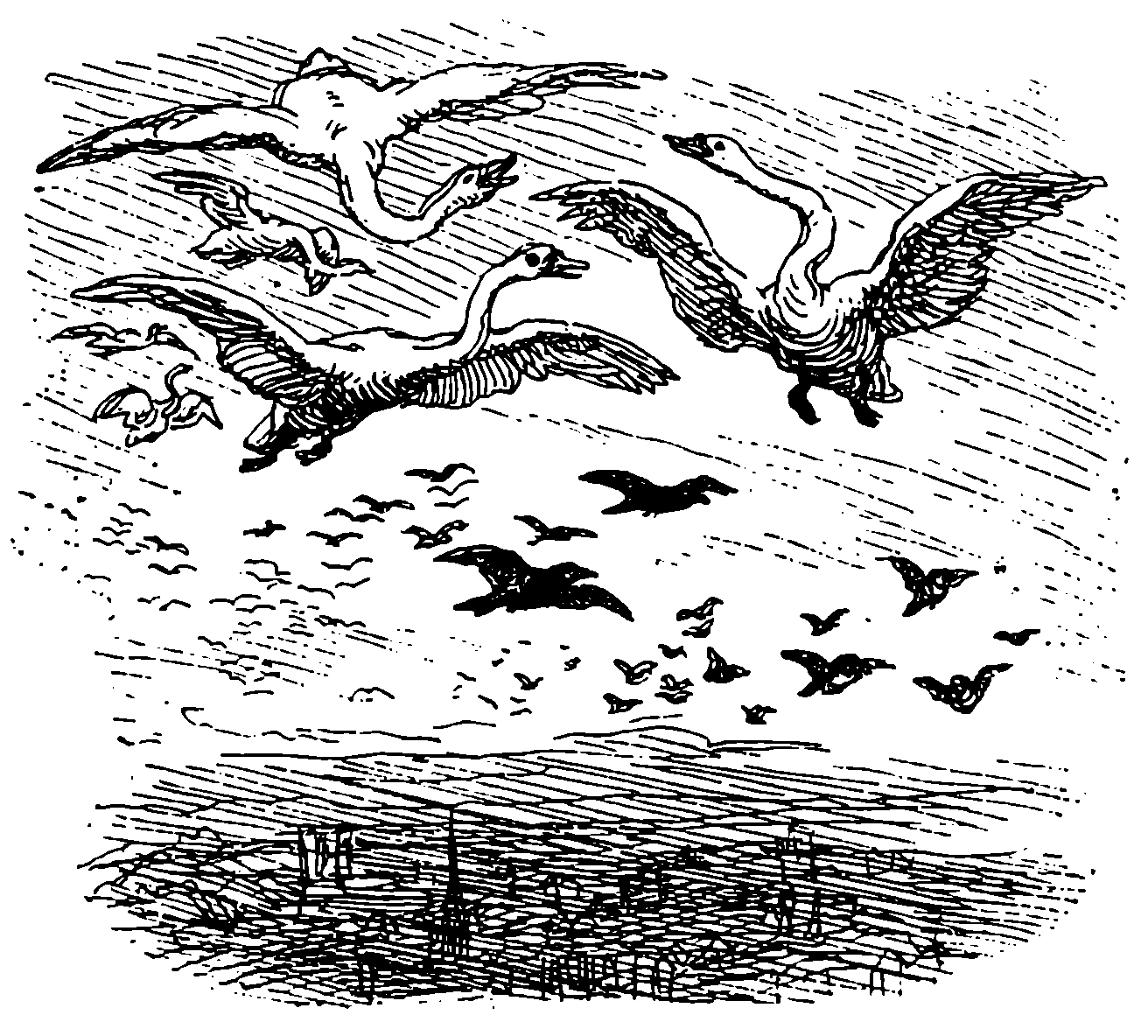